# Ле-Фуйу
Ле-Фуйу́ (фр. Le Fouilloux) — коммуна во Франции, находится в регионе Пуату — Шаранта. Департамент коммуны — Шаранта Приморская. Входит в состав кантона Монгион. Округ коммуны — Жонзак.
Код INSEE коммуны — 17167.

## Население
Население коммуны на 2010 год составляло 740 человек.
| 1962 | 1968 | 1975 | 1982 | 1990 | 1999 | 2010 |
| ---- | ---- | ---- | ---- | ---- | ---- | ---- |
| 1014 | 925  | 767  | 667  | 615  | 624  | 740  |